# Metilprednisolona
Metilprednisolona, esteroide sintético ASA , del grupo de los glucocorticoides que se utiliza en medicina por sus propiedades inmunosupresoras y antiinflamatorias, por lo que su administración alivia la inflamación (hinchazón, calor, enrojecimiento y dolor) y se usa para tratar ciertas formas de artritis; trastornos de la piel, la sangre, el riñón, los ojos, la tiroides y los intestinos (por ejemplo pancreatitis, bilis, colitis); alergias severas; y asma. La metilprednisolona también se usa para tratar ciertos tipos de cáncer. Es molecularmente similar a una hormona natural producida por las glándulas suprarrenales, por lo que se indica en medicina para tratar los síntomas producidos por un brusco descenso de los niveles de corticoides en el organismo, por ejemplo en la enfermedad de Addison.
La metilprednisolona también se utiliza en la esclerosis múltiple del tipo recurrente-remitente como tratamiento de choque ante la aparición de un nuevo brote.
La metilprednisolona también se indica en ciertos casos de lesiones traumáticas de la médula espinal.

## Mecanismo de acción
La metilprednisolona inhibe la formación de ácido araquidónico e inhibe las manifestaciones inmediatas y no-inmediatas (como la cicatrización y la proliferación celular) de la inflamación. También inhibe la vasodilatación, reduciendo la transudación de líquido y la formación de edema, disminuyen la exudación celular y reducen los depósitos de fibrina alrededor del área de inflamación.
Interacciona con unos receptores citoplasmáticos intracelulares específicos. Una vez formado el complejo receptor-glucocorticoide, éste penetra en el núcleo, donde interactúa con secuencias específicas de ADN, que estimulan o reprimen la trascripción génica de ARNm específicos que codifican la síntesis de determinadas proteínas en los órganos diana que, en última instancia, son las auténticas responsables de la acción del corticoide.

## Efectos adversos
La metilprednisolona tiene efectos secundarios severos en pacientes que toman este medicamento a largo plazo, incluyendo obesidad, osteoporosis, glaucoma y psicosis. El efecto más serio es la cesación de la producción natural de cortisol, por lo que el terminar de manera abrupta la administración de la metilprednisolona, después del uso prolongado,  puede causar la aparición de una crisis de Addison, la cual puede ser mortal.